# Charaxes zinjense
Charaxes zinjense är en fjärilsart som beskrevs av Stoneham 1932. Charaxes zinjense ingår i släktet Charaxes och familjen praktfjärilar. Inga underarter finns listade i Catalogue of Life.